# Dorcadion pedestre
Dorcadion pedestre — вид жесткокрылых из семейства усачей.

## Описание
Жук длиной от 11 до 16 мм, имеет чёрную окраску. первый сегмент усиков и ноги красные, надкрылья с белой шовной, тусклой, краевой и слегка плечевой полосой на вершине.

## Подвиды
- подвид: Dorcadion pedestre kaszabi Breuning, 1956 — распространён в Греции
- подвид: Dorcadion pedestre pedestre (Poda, 1761) — широко распространён в Европе.